# Серотониновая гипотеза депрессии
Серотониновая гипотеза депрессии — гипотеза, что причиной депрессии является нехватка серотонина или другие нарушения в работе этого нейромедиатора. Эта гипотеза также получила известность как гипотеза о «химическом дисбалансе». В настоящее время данная гипотеза считается отвергнутой в научном сообществе, но тем не менее пользуется популярностью и доверием у простых людей в развитых странах. Вера в эту гипотезу способна влиять на людей: те, кто в неё поверил, могут иначе воспринимать своё эмоциональное состояние и свою личность.

## История

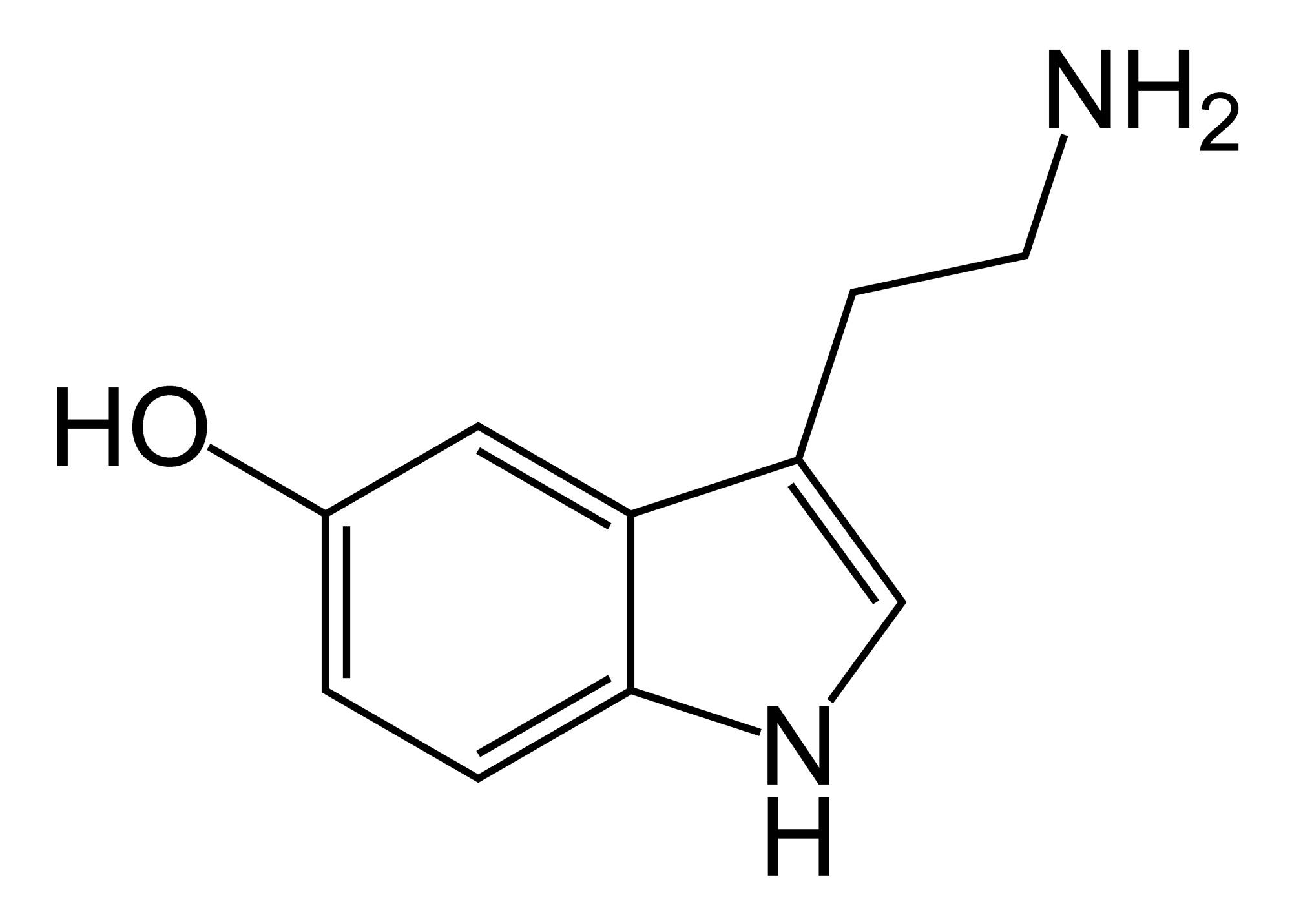
Молекула серотонина

Гипотезы о влиянии нейромедиаторов на возникновение депрессии появились в 1960-х годах. Сначала больше внимания было уделено нейромедиатору норадреналину, но позже учёные высказали предположение о важной роли серотонина. Норадреналин и серотонин являются моноаминами, поэтому гипотезу об их влиянии на депрессию называют «моноаминовой гипотезой депрессии».
Моноаминовая гипотеза депрессии зародилась под влиянием появления новых психотропных препаратов, получивших известность под названием «антидепрессанты». Предполагалось, что эти препараты прицельно воздействуют на нарушения работы мозга при депрессии, за счёт чего улучшают состояние человека, ею страдающего. Следовательно, понять биологические механизмы депрессии можно благодаря пониманию воздействия антидепрессантов. Во многом это допущение основывалось на предположении, что антидепрессанты эффективно работают. Предполагалось, что на основе изучения механизмов их работы можно создавать теории о депрессии.
Серотониновая гипотеза получила широкое распространение после появления на рынке антидепрессантов группы селективных ингибиторов обратного захвата серотонина (СИОЗС) в конце 1980-х годов. Фармацевтические компании продвигали идею, что новый класс антидепрессантов — это «волшебные пули», которые точно устраняют биологические нарушения в работе мозга. Например, в рекламе одного антидепрессанта сообщалось, что депрессия, вероятно, связана с дисбалансом химических веществ, служащих для передачи нервных импульсов между нейронами мозга, а антидепрессант корректирует этот дисбаланс.
Масштабный маркетинг антидепрессантов из группы СИОЗС способствовал росту популярности серотониновой гипотезы в обществе. Об антидепрессантах часто писали хвалебные отзывы на сайтах. Психиатр Питер Крамер опубликовал книгу-бестселлер «Слушая Прозак». По опросам в 2000-х годах, 85 % людей в США и 88 % людей в Австралии были согласны с идеей, что причиной депрессии является химический дисбаланс. Маркетинг новых антидепрессантов сопровождался небывалым ростом их применения. С конца 1980-х годов в США до середины 2000-х применение антидепрессантов выросло в четыре раза и продолжало расти. Применение антидепрессантов многократно выросло в Англии и странах Восточной Европы. В исследованиях делается утверждение, что вера в химический дисбаланс мотивирует людей к употреблению антидепрессантов и создаёт трудности для прекращения приёма.
Отношение известных психиатров к серотониновой гипотезе в недавнем прошлом было двойственным. Некоторые психиатры признавали сомнительность серотониновой гипотезы, но говорили, что она полезна в качестве метафоры для пациентов. Другие психиатры критиковали серотониновую гипотезу. В 2011 году психиатр Рональд Пайс в своей статье назвал гипотезу о «химическом дисбалансе» городской легендой. Он заявил, что ни один хорошо образованный психиатр не поддерживает серотониновую гипотезу. По словам Пайса, психиатры придерживаются представлений о биопсихосоциальной природе психических расстройств. Ответственность за продвижение серотониновой гипотезы Пайс возложил на фармацевтические компании. Позже Пайс немного смягчил свою позицию и признал, что многие психиатры объясняли своим пациентам, что причиной депрессии является «химический дисбаланс». По утверждению Пайса, психиатры стремились таким образом улучшить настроение пациентов и не тратить время на долгие рассуждения о природе психических расстройств.
В известных учебниках по психиатрии признавалось, что серотониновая гипотеза является всего лишь гипотезой без сильных доказательств. В некоторых учебниках подчёркивалась сложность нервной системы и временный, ненадёжный характер знаний о биологических основах депрессии. Тем не менее во всех учебниках много внимания уделялось серотониновой системе, предположениям о роли серотонина в этиологии депрессии, воздействию антидепрессантов на серотонин и доказательствам, которые подтверждают значение роли серотонина при депрессии. В учебнике Стивена Стала «Основы психофармакологии» за 1996 год практически весь раздел о биологической основе депрессии был посвящён моноаминам, включая серотонин.
В период с 1990 по 2010 год серотониновая гипотеза получила достаточно широкое освещение и поддержку в литературе по психиатрии и психофармакологии.

## Критика
С конца 1980-х годов серотониновая гипотеза подвергалась критике в научных кругах. Но эта критика осталась практически не замеченной широкой публикой. В общественном сознании сформировалось представление, что утверждение о дефиците серотонина как причине депрессии — не сомнительная гипотеза, критикуемая в научном сообществе, а твёрдо установленный факт.
В 1987 году Дэвид Хили, психиатр и специалист в сфере психофармакологии, утверждал, что у серотониновой гипотезы нет доказательств. А уже в 1997 году в своей книге «Эра антидепрессантов» он пишет, что до сих пор не было выявлено никаких нарушений в работе серотониновой системы, которые получили бы широкое подтверждение.
Критике подвергается и продвижение серотониновой гипотезы фармацевтическими компаниями. В 2000-х годах публикуются научные статьи, в которых показывается, что утверждения о дисбалансе серотонина, высказываемые в рамках рекламных кампаний антидепрессантов, противоречат данным из научной литературы.
В 2015 году Дэвид Хили рассуждает о «серотониновом мифе» и отмечает, что утверждения про «серотонин» стали сходны с использованием понятия «либидо» из психоаналитической теории Фрейда, которое обладает туманным значением. Хили сообщает, что на тот момент не появилось никаких данных о связи между ингибированием обратного захвата серотонина и предполагаемым антидепрессивным эффектом СИОЗС. Достоверно неизвестно, как именно СИОЗС воздействуют на серотонин.
Психолог и учёный Ирвинг Кирш в 2015 году сходным образом говорит о серотониновом мифе. Он приводит как доказательство тот факт, что антидепрессанты из группы ингибиторов обратного захвата норадреналина и дофамина, которые совсем не воздействуют на серотонин, показывают равнозначную эффективность, когда их сравнивают с селективными ингибиторами обратного захвата серотонина. Более того, такую же по силе эффективность демонстрирует антидепрессант тианептин, являющийся стимулятором обратного захвата серотонина и действующий полностью противоположно СИОЗС-антидепрессантам, которые серотонин ингибируют. Кирш утверждает, что равная эффективность различных по своим механизмам действия антидепрессантов означает, что в основе этой эффективности на самом деле лежит усиленный эффект плацебо, а не прицельное влияние на биологическое причины депрессии.

## Окончательное опровержение
За долгое время накопилось значительное количество отдельных исследований, опровергающих серотониновую гипотезу, но не было научной публикации, где бы суммировались и анализировались все свидетельства о серотониновой гипотезе. В 2022 году группа учёных во главе с психиатром Джоанной Монкрифф провела зонтичный обзор с целью устранить этот пробел. Обзор был опубликован летом 2022 года в престижном научном журнале «Молекулярная психиатрия».
В этом зонтичном обзоре был проведён анализ множества исследований о связи серотонина и депрессии, среди них анализ метаболитов серотонина в телесных жидкостях, анализ активности серотониновых 5-HT1A рецепторов, анализ уровня транспортёра серотонина у людей с депрессией и другие исследования. Изучались также исследования, в которых учёные пытались искусственно вызывать депрессию с помощью снижения уровней серотонина.
После анализа всех релевантных исследований в зонтичном обзоре был сделан вывод, что депрессию нельзя связать с нехваткой серотонина. Авторы зонтичного обзора пришли к заключению, что на настоящий момент не существует эмпирических подтверждений для серотониновой гипотезы депрессии.

### Реакция на опровержение серотониновой гипотезы
Реакция на опровержение серотониновой гипотезы, сделанное в зонтичном обзоре от 2022 года, вызвала большой резонанс среди широкой публики. Новости об этом опубликовало множество ведущих СМИ (BBC, The Guardian, The Times). Для многих журналистов и не специалистов новости, что депрессия не вызвана нехваткой серотонина, стали сенсацией, и это подтвердило глубокую пропасть в понимании депрессии между профессиональным психиатрическим сообществом и простыми людьми.
Реакция со стороны психиатрического сообщества отличалась от реакции широкой публики. Психиатры в основном утверждали, что никакой принципиально новой информации в обзоре не содержится и что все уважаемые психиатры и учёные давно не придерживаются серотониновой гипотезы. Психиатр Рональд Пайс с раздражением сравнил утверждение, что «депрессия не вызвана нехваткой серотонина», с новостью, что «депрессия не вызвана избытком чёрной жёлчи», и критикой гуморальной теории Галена. Нашлись и некоторые учёные, высказавшиеся в защиту серотониновой гипотезы. Так, психофармаколог Дэвид Натт заявил, что было бы преждевременно отвергать серотониновую гипотезу. По его прогнозам, скоро появятся более точные и надёжные способы измерять активность серотонина в мозге у людей.

## Антидепрессанты и критика серотониновой гипотезы

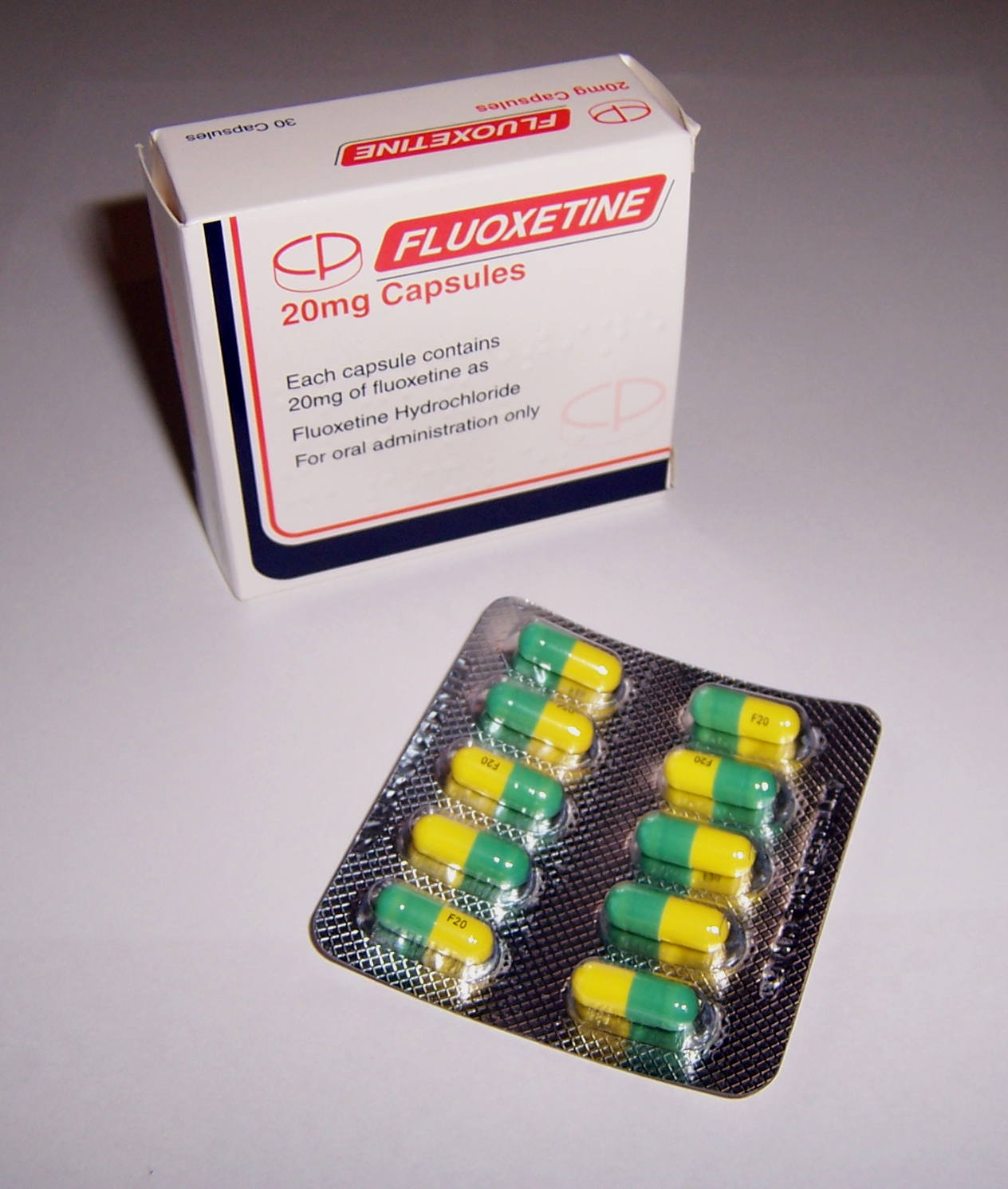
Упаковка антидепрессанта флуоксетин (прозак)

Критика и опровержение серотониновой гипотезы вызвали новый виток полемики по поводу использования антидепрессантов, действие которых объяснялось влиянием на серотонин. В защиту антидепрессантов был высказан ряд аргументов. Заявлялось, что доказательства об эффективности антидепрессантов основаны на рандомизированных клинических испытаниях, а не на серотониновой гипотезе. Приводился довод, что мы не знаем механизмов действия многих лекарств, которые используются в клинической практике. Психиатр Майкл Блумфилд заявил, что механизм действия препарата не обязательно устраняет недостаток чего-то в организме. Как отмечал в связи с этим Блумфилд, парацетамол помогает от головной боли, но отсюда не следует, что головная боль возникает из-за нехватки парацетамола в мозгу.
Джоанна Монкрифф выступила с возражениями против такого рода аргументов в пользу антидепрессантов. По её словам, у нас есть понимание, что парацетамол влияет на определённые механизмы, продуцирующие боль. Но у нас нет такого уровня понимания об эффекте антидепрессантов. По мнению Монкрифф, понимание механизма действия препарата имеет значение для практики его применения. Если психотропный препарат неизвестным образом меняет нейрохимию мозга, то к его использованию следует выработать осторожный подход. Монкрифф считает, что есть другие, более правдоподобные способы объяснить эффект антидепрессантов. Эти препараты могут улучшать состояние человека при депрессии благодаря эффекту плацебо либо искусственному притуплению эмоций. С сомнением Монкрифф относится и к тем клиническим исследованиям, которые расцениваются как доказательство эффективности антидепрессантов. Метаанализы показывают разницу между антидепрессантами и плацебо всего в 2 пункта по 52-балльной шкале, что не считается клинически значимым эффектом. И даже эта небольшая разница могла возникнуть вследствие несовершенства дизайна клинических исследований.

## Социальное влияние гипотезы на людей
Серотониновая гипотеза потенциально обладает способностью влиять на людей независимо от её правдивости или ложности. Если человек поверит в серотониновую гипотезу, то после этого он может иначе интерпретировать свои эмоции и чувства. Для обозначения этого эффекта социолог Николас Роуз ввёл понятие «нейрохимическое „Я“».
Вера человека в нейробиологические объяснения его страдания обладает способностью снижать чувство вины за свои жизненные неудачи. С помощью нейробиологических объяснений человек способен отделить свои негативные эмоции от своей личности и объяснить их нарушениями биологии мозга. С другой стороны, нейробиологические объяснения страдания могут вызывать у людей пессимизм и чувство потери субъектности.

## Причины популярности серотониновой гипотезы
Можно выделить причины, по которым серотониновая гипотеза долгое время оставалась популярной, несмотря на нарастающую критику. Серотониновая гипотеза показалась тем или иным образом полезной некоторым группам людей: фармацевтическим компаниям, представителям психиатрической профессии, определённым пациентам с депрессией и организациям пациентов.
Фармацевтические компании при продвижении антидепрессантов СИОЗС были вынуждены столкнуться с последствиями кризиса в связи с бензодиазепиновыми транквилизаторами. В начале 1980-х годов широкой публике стало ясно, что бензодиазепиновые транквилизаторы при длительном применении вызывают зависимость и синдром отмены. Из-за этого многие с недоверием относились к психотропным препаратам. Поэтому фармацевтическим компаниям при продвижении антидепрессантов нужно было попытаться максимально дистанцироваться от транквилизаторов с их плохой репутацией. Нужно было показать, что антидепрессанты — это совсем другие по своему типу действия препараты. Серотониновая гипотеза оказалась очень полезной для целей продвижения антидепрессантов: она укрепляла людей во мнении, что, принимая антидепрессанты, они восстанавливают нормальный уровень серотонина, который снизился из-за депрессии.
Представители психиатрической профессии были другой стороной, заинтересованной в поддержании веры в серотониновую гипотезу. Несмотря на то, что хорошо образованные психиатры давно знали о сомнительности подтверждений серотониновой гипотезы, они практически не прилагали усилий, чтобы донести эти сведения до широкой публики, и не выступали с критикой ложных рекламных кампаний антидепрессантов.
Представители психиатрической профессии на протяжении всей своей истории сталкивались с критикой по поводу неэффективности терапии и ненадёжности диагностики. Для защиты от критики и для признания своей легитимности психиатры часто использовали обращение к авторитету медицины. Им нужно было доказать, что они являются законными представителями медицинской профессии и ничем не отличаются от обычных врачей. Для этого им крайне желательно было продемонстрировать, что их методы терапии такие же, как в обычной медицине, и что они точно так же лечат биологические причины расстройств. Поэтому серотониновая гипотеза, которая создавала впечатление, что психиатры прицельно лечат конкретное биологическое нарушение, была полезна для поддержания позитивного медицинского реноме психиатрической профессии.
Серотониновая гипотеза наряду с другими нейробиологическими объяснениями поддерживалась пациентскими организациями и отдельными пациентами. Предполагалась, что таким образом можно снизить у пациентов чувство стыда и вины за своё состояние, способствовать более сочувственному отношению к людям с депрессией. Нейробиологические объяснения действительно могут снижать чувство вины у людей с психическими расстройствами, но они также способствуют худшему прогнозу на улучшение и снижают запрос пациента на психотерапию и другие психосоциальные интервенции.